# Baramee Limwattana
Baramee Limwattana (tiếng Thái: บารมี ลิ้มวัฒนะ, sinh ngày 4 tháng 1 năm 1996), là một cầu thủ bóng đá người Thái Lan thi đấu ở vị trí tiền vệ cho câu lạc bộ Giải bóng đá Ngoại hạng Thái Lan Navy.

## Đời sống cá nhân
Baramee có một người anh trai, Sansern Limwattana cũng là một cầu thủ bóng đá và thi đấu cho Bangkok United ở vị trí tiền vệ.